# Relative Artenhäufigkeit
Die relative Artenhäufigkeit ist ein Bestandteil der Biodiversität und ein Maß dafür, wie häufig oder selten eine Art im Vergleich zu anderen Arten an einem bestimmten Ort oder in einer bestimmten Lebensgemeinschaft ist. Die relative Häufigkeit gibt den prozentualen Anteil eines Organismus einer bestimmten Art im Verhältnis zur Gesamtzahl der Organismen in dem Gebiet an. Relative Artenabundanzen neigen dazu, bestimmten Mustern zu folgen, die zu den bekanntesten und am besten untersuchten Mustern der Makroökologie gehören. Verschiedene Populationen in einer Lebensgemeinschaft existieren in relativen Anteilen; dieses Konzept wird als relative Häufigkeit bezeichnet. Es gibt ökologische Indikatoren wie den SPEAR-Wert der sich aus der relativen Abundanz empfindlicher Arten berechnet.

## Einleitung

### Relative Artenhäufigkeit

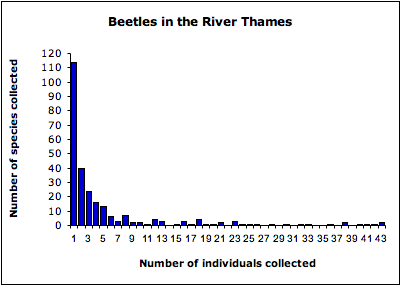
Abbildung 1. Relative Artenhäufigkeit von Käfern aus der Themse mit der universellen „hohlen Kurve“. (abgeleitet aus Daten, die in Magurran (2004) vorgestellt und von C.B. Williams (1964))

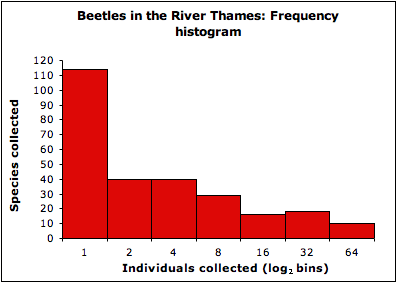
Abbildung 2. Preston-Diagramm von Käfern aus der Themse mit starker Rechtsschiefe.

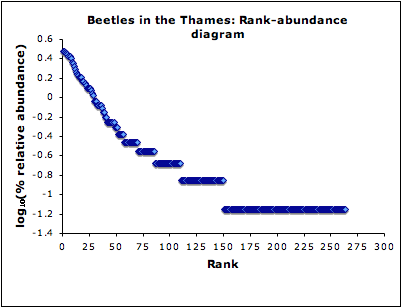
Abbildung 3. Whittaker-Diagramm von Käfern aus der Themse mit leichter S-Form.

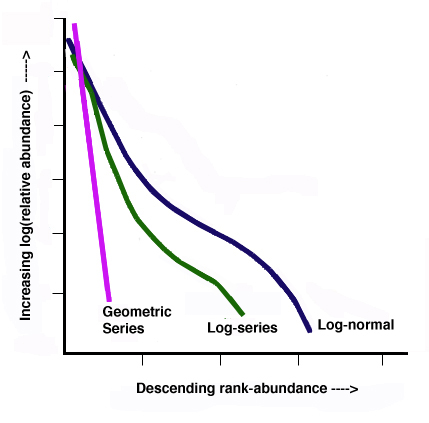
Abbildung 4. Allgemeines Rang-Häufigkeits-Diagramm dreier gängiger mathematischer Modelle zur Anpassung der Häufigkeitsverteilung von Arten: Motomuras geometrische Reihe, Fishers Log-Reihe und Prestons log-normalisierte Reihe (modifiziert nach Magurran 1988)

Relative Artenhäufigkeit und Artenreichtum beschreiben Schlüsselelemente der Biodiversität. Die relative Artenhäufigkeit gibt an, wie häufig oder selten eine Art im Vergleich zu anderen Arten an einem bestimmten Ort oder in einer bestimmten Lebensgemeinschaft ist.
Relative Artenhäufigkeiten werden üblicherweise für eine einzige trophische Ebene beschrieben. Da diese Arten dieselbe trophische Ebene besetzen, konkurrieren sie potenziell oder tatsächlich um ähnliche Ressourcen. Beispielsweise könnten relative Artenhäufigkeiten alle Landvögel einer Waldgesellschaft oder alle planktonischen Ruderfußkrebse in einem bestimmten Meeresgebiet beschreiben.
Relative Artenhäufigkeiten folgen in einer Vielzahl ökologischer Gemeinschaften sehr ähnlichen Mustern. Bei der Darstellung als Histogramm der Anzahl der durch 1, 2, 3 …, n Individuen repräsentierten Arten entspricht dies normalerweise einer hohlen Kurve, sodass die meisten Arten selten sind (repräsentiert durch ein einzelnes Individuum in einer Gemeinschaftsstichprobe) und relativ wenige Arten häufig sind (repräsentiert durch eine große Anzahl von Individuen in einer Gemeinschaftsstichprobe) (Abbildung 1). Dieses Muster ist seit langem bekannt und kann grob mit der Aussage zusammengefasst werden, dass „die meisten Arten selten sind“. Beispielsweise bemerkte Charles Darwin 1859 in Die Entstehung der Arten, dass „... Seltenheit das Merkmal einer großen Anzahl von Arten in allen Klassen ist...“
Artenhäufigkeitsmuster lassen sich am besten anhand von Diagrammen der relativen Häufigkeitsverteilung visualisieren. Die Konsistenz der relativen Häufigkeitsmuster deutet darauf hin, dass eine gemeinsame makroökologische „Regel“ oder ein gemeinsamer Prozess die Verteilung der Individuen innerhalb einer trophischen Ebene bestimmt.

### Verteilungsdiagramme
Relative Artenhäufigkeitsverteilungen werden üblicherweise als Häufigkeitshistogramme („Preston-Diagramme“; Abbildung 2) dargestellt. oder Ranghäufigkeitsdiagramme („Whittaker-Diagramme“; Abbildung 3).
Häufigkeitshistogramm (Preston-Diagramm):
x-Achse: Logarithmus der Häufigkeitsklassen (historisch log2 als grobe Näherung an den natürlichen Logarithmus)
y-Achse: Anzahl der Arten bei gegebener Häufigkeit
Rang-Häufigkeits-Diagramm (Whittaker-Diagramm):
x-Achse: Artenliste, sortiert nach absteigender Häufigkeit (d. h. von häufig bis selten)
y-Achse: Logarithmus der relativen Häufigkeit in %
Bei dieser Darstellung zeigen die relativen Artenhäufigkeiten aus sehr unterschiedlichen Datensätzen ähnliche Muster: Häufigkeitshistogramme sind tendenziell rechtsschief (z. B. Abbildung 2), und Rang-Häufigkeits-Diagramme entsprechen tendenziell den in Abbildung 4 dargestellten Kurven.